# Jan Aristide

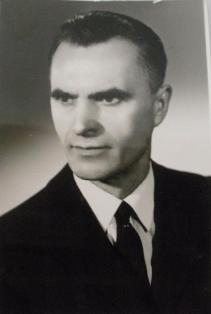

Jan Aristide,  (d. 2003) a fost un dizident român în timpul comunismului.

## Viața
Născut în Fălticeni, a absolvit Liceul N. Gane din Fălticeni, iar în 1943 a susținut examenul de bacalaureat în Iași, secțiunea stiințifică. A absolvit cu diploma de licență studiile Facultății de Drept la Universitatea „Alexandru Ioan Cuza” din Iași în septembrie 1964. A satisfăcut stagiul militar în perioada aprilie 1943 – iunie 1945 la Batalionul 3 Instrucție, Reparații Auto, fiind operativ în perioada 23 august 1944 - 09 mai 1945, acordându-i-se, după 1989, medalia  “Crucea Comemorativa a celui de-al doilea Război Mondial, 1941-1945” pentru serviciile militare aduse statului român. 

## Dizidență
Anticomunist convins, credincios ortodox practicant, crezând cu tărie în valorile democrației, ale drepturilor omului și a respectării demnității umane, a participat la întâlnirile diferitelor grupuri care își propuneau, după încheierea războiului, să lupte pentru libertatea amenințată. Aceste grupuri alcătuite din foști activiști politici, foști legionari, intelectuali, tineri studenți și elevi etc., au fost revoltați de ocupația sovietică, de aservirea țării, de reprimarea drepturilor și confiscarea proprietăților, de abuzurile comuniștilor care se instalau la putere prin crimă, teroare și reprimare și au înțeles să protesteze în fața țării și a lumii întregi arătând ca românii nu se supun benevol acestui regim.
Această dizidență a avut ca scop atragerea atenției țărilor civilizate ale lumii că românii nu sunt de acord cu sistemul represiv și dictatorial comunisto-sovietic bazat pe amenințare și forța și sperând o intervenție de orice natură pentru ameliorarea situației.

## Arest
Jan Aristide a fost arestat la data de 12 iunie 1948 și prin sentința 137/1949 a Tribunalului Militar Iași a fost condamnat la 10 ani muncă silnică, confiscarea averii și 10 ani de degradare civică pentru uneltire contra ordinii sociale comuniste. A executat pedeapsa până la data de 23 ianuarie 1957, când, pe aceeași dată, i s-a fixat domiciliu obligatoriu (forțat) în comuna Luciu Giurgeni și apoi la Răchitoasa-Fetești. La data  de 20 mai 1959, în timp ce se afla la domiciliul forțat, a fost din nou arestat și depus în penitenciarul Aiud pentru executarea unei pedepse, prin sentința 349/16.06.1959 emisă de Tribunalul Militar Constanța, de 24 ani muncă silnică, 8 ani degradare civică și confiscarea averii, pentru activitate legionară.
În total, Jan Aristide a fost condamnat la 34 de ani de muncă silnică, 18 ani degradare civică și 2 confiscări ale averii, fapt care arată ura și teama regimului comunist față de persoana sa.
A fost grațiat conform Decretului 310/1964 după 16 ani, o lună și 27 de  zile de privare de libertate, rămânând însă sub supravegherea securității până la Revoluția Româna din decembrie 1989.
A lucrat în cadrul I.C.R.T.I. Iași și în calitate de funcționar la Oficiul de Pensii Iași, primind o bună apreciere din partea colegilor până la pensionare în anul 1995. A încetat din viața la data de 8 aprilie 2003, bucurându-se de afecțiunea familiei și a prietenilor, camarazii săi de suferința fiind prezenți în număr mare pentru a-l omagia.
Jan Aristide a fost un om corect, de o mare demnitate, cu un respect enorm pentru muncă, un ortodox practicant care și-a adus contribuția în cadrul parohiei sale, ca binefăcător al lăcașului de cult. Și-a sacrificat întreaga tinerețe, suportând suferințe greu de imaginat pentru omul de astăzi, a cărui singură crimă a fost dragostea pentru libertatea statului român si a poporului român.